# Platanitsi - Sykia: Akr. Rigas - Akr. Άdοlο
Platanitsi - Sykia: Akr. Rigas - Akr. Άdοlο este o arie protejată (arie specială de conservare — SAC, sit de importanță comunitară — SCI) din Grecia întinsă pe o suprafață de 989,79 ha, integral marine.

## Localizare
Centrul sitului Platanitsi - Sykia: Akr. Rigas - Akr. Άdοlο este situat la coordonatele 40°02′32″N 23°59′22″E / 40.042256°N 23.989377°E.

## Înființare
Situl Platanitsi - Sykia: Akr. Rigas - Akr. Άdοlο a fost declarat sit de importanță comunitară în august 1996 pentru a proteja 1 specie de animale. Situl a fost protejat și ca arie specială de conservare în martie 2011.

## Biodiversitate
Situată în ecoregiunea marină mediteraneană, aria protejată conține 3 habitate naturale: Bancuri de nisip acoperite în permanență slab de apă marină, Straturi cu Posidonia (Posidonion oceanicae), Recifuri.
La baza desemnării sitului se află o specie protejată de  mamifere: delfin mare (Tursiops truncatus).
Pe lângă speciile protejate, pe teritoriul sitului au mai fost identificate 12 specii de plante, 1 specie de mamifere, 10 specii de nevertebrate.